# Třída Colossus (1943)
Třída Colossus byla třída lehkých letadlových lodí Britského královského námořnictva vyvinutá za druhé světové války jako jednoduchá konstrukce pro rychlé posílení královského námořnictva. Jejich dobové označení bylo 1942 Design Light Fleet Carrier, nebo British Light Fleet Carrier. Svými parametry stály na rozhraní mezi letadlovou lodí a eskortní letadlovou lodí.[zdroj⁠?!]
V letech 1942-1943 byly založeny kýly 16 letadlových lodí této třídy. Podle původního projektu jich bylo dokončeno osm, z toho čtyři byly přijaty do služby před koncem války, ale k jejich bojovému nasazení již nedošlo. Dvě jednotky byly dokončeny jako opravárenská plavidla. Zbylých šest plavidel bylo během stavby upraveno pro nesení větších letadel a přeznačeno na třídu Majestic. Jejich stavba byla po skončení války přerušena. Pět plavidel třídy Majestic bylo později dostavěno pro zahraniční zákazníky. Poslední šestá nebyla nikdy zcela dokončena a byla sešrotována. Letadlové lodě této třídy v letech 1944-2001 provozovala námořnictva osmi zemí. Zahraničními uživateli byly Argentina, Austrálie, Brazílie, Francie, Indie, Kanada a Nizozemsko.
Britské královské námořnictvo své letadlové lodě této třídy nasadilo v korejské válce a během suezské krize. Dalšími námořnictvy provozovaná plavidla se účastnila korejské války, indočínské války, suezské krize, vietnamské války, indicko-pákistánské války a falklandské války. Po vyřazení ze služby byly všechny sešrotovány.

## Stavba

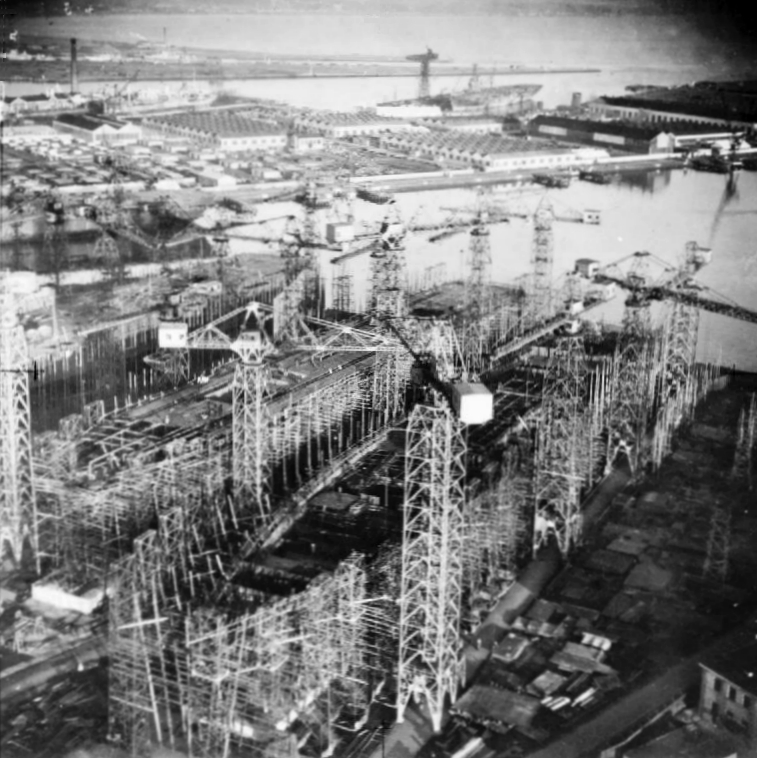
Rozestavěná letadlová loď Majestic

Stavba šestnácti lehkých letadlových lodí třídy Colossus byla objednána roku 1942 v rámci nouzového válečného stavebního programu. Cílem bylo získat jednoduchá plavidla, i málo zkušenými loděnicemi postavitelná plavidla, která by ve službě doplnila náročnější klasické letadlové lodě (jde v zásadě o podobné pojetí, jako u amerických lehkých letadlových lodí třídy Independence). Vývojem plavidel byla pověřena loděnice Vickers-Armstrongs, která je pojala jako zmenšenou verzi letadlových lodí třídy Illustrious. V letech 1942–1943 byly založeny kýly 16 plavidel, z nich osm bylo dokončeno jako třída Colossus a další dvě byly upraveny na opravárenská plavidla. U posledních šesti rozestavěných lodí bylo během stavby rozhodnuto provést řadu vylepšení, přičemž jejich označení se změnilo na třídu Majestic. Po válce byla jejich stavba přerušena a až později jich bylo pět dokončeno pro zahraniční uživatele a šestá byla sešrotována.
Jednotky třídy Colossus (Majestic):
| Jméno                                     | Loděnice                                            | Podtřída     | Založení kýlu      | Spuštěna           | Vstup do služby   | Status |
| ----------------------------------------- | --------------------------------------------------- | ------------ | ------------------ | ------------------ | ----------------- | --- |
| HMS Colossus (R15)                        | Vickers-Armstrongs, Tyne                            | Colossus     | 1. června 1942     | 30. září 1943      | 16. prosince 1944 | V letech 1946-1974 provozována francouzským námořnictvem jako Arromanches, sešrotována. |
| HMS Glory (R62)                           | Harland & Wolff, Belfast                            | Colossus     | 27. srpna 1942     | 27. listopadu 1943 | 2. dubna 1945     | Vyřazena 1957, sešrotována. |
| HMS Ocean (R68)                           | Stephen & Sons, Linthouse                           | Colossus     | 8. listopadu 1942  | 8. července 1944   | 8. srpna 1945     | Do rezervy 1956, vyřazena 1958, 1961 prodána do šrotu. |
| HMS Venerable (R63)                       | Cammell-Laird, Birkenhead                           | Colossus     | 3. prosince 1942   | 30. prosince 1943  | 17. ledna 1945    | V letech 1948-1968 provozována nizozemským námořnictvem jako Hr. Ms. Karel Doorman (R81), v letech 1969–1999 provozována argentinským námořnictvem jako ARA Veinticinco de Mayo (V-2), vyřazena 1998 a sešrotována.     |
| HMS Vengeance (R71)                       | Swan Hunter, Wallsend                               | Colossus     | 16. listopadu 1942 | 23. února 1944     | 15. ledna 1945    | V letech 1952–1955 provozována australským námořnictvem jako HMAS Vengeance, v letech 1960–2001 provozována brazilským námořnictvem jako Minas Gerais, sešrotována.                                                     |
| HMS Pioneer (R76)                         | Vickers-Armstrongs, Barrow                          | opravárenská | 2. prosince 1942   | 20. května 1944    | 8. února 1945     | Vyřazena a prodána do šrotu roku 1954, měsíc po dokončení. |
| HMS Warrior (R31)                         | Harland & Wolff, Belfast                            | Colossus     | 12. prosince 1942  | 20. května 1944    | 14. března 1946   | V letech 1946–1948 provozována kanadským námořnictvem jako HMCS Warrior, v letech 1948–1958 provozována Royal Navy, v letech 1958–1971 provozována argentinským námořnictvem jako ARA Independencia (V-1), sešrotována. |
| HMS Theseus (R64)                         | Fairfield Shipbuilding and Engineering Comp., Govan | Colossus     | 6. ledna 1943      | 6. července 1944   | 9. února 1946     | Do rezervy 1956, do šrotu prodána 1962. |
| HMS Triumph (R16)                         | R. & W. Hawthorn Leslie, Hebburn                    | Colossus     | 27. ledna 1943     | 2. října 1944      | 9. května 1946    | Od roku 1965 těžká opravárenská loď, do šrotu prodána 1981. |
| HMS Perseus (R51, ex Edgar)               | Vickers-Armstrongs, Tyne                            | opravárenská | 1. června 1942     | 26. března 1944    | 19. října 1945    | Vyřazena a sešrotována 1958. |
| HMAS Melbourne (R21, ex Majestic)         | Vickers-Armstrong, Barrow                           | Majestic     | 15. dubna 1943     | 28. února 1945     | 28. října 1955    | Vyřazena 1982, sešrotována 1985. |
| HMAS Sydney (R17, ex Terrible)            | HM Dockyard, Devonport                              | Majestic     | 17. dubna 1943     | 30. září 1944      | 16. prosince 1948 | Vyřazena 1973, sešrotována. |
| HMCS Magnificent (CVL 21, ex Magnificent) | Harland & Wolff, Belfast                            | Majestic     | 29. července 1943  | 16. listopadu 1944 | 21. května 1948   | V letech 1948–1957 zapůjčena Kanadě, vyřazena a roku 1965 prodána k sešrotování. |
| INS Vikrant (R11, ex Hercules)            | Vickers-Armstrong, Tyne                             | Majestic     | 12. října 1943     | 22. září 1945      | 4. března 1961    | Vyřazena 1997, muzejní loď, sešrotována 2014. |
| Leviathan                                 | Swan Hunter, Wallsend                               | Majestic     | 18. října 1943     | 7. června 1945     | –                 | Nedokončena, roku 1968 prodána k sešrotování. |
| HMCS Bonaventure (CVL 22, ex Powerful)    | Harland & Wolff, Belfast                            | Majestic     | 27. listopadu 1943 | 27. února 1945     | 17. ledna 1957    | Vyřazena 1970, sešrotována. |

## Konstrukce

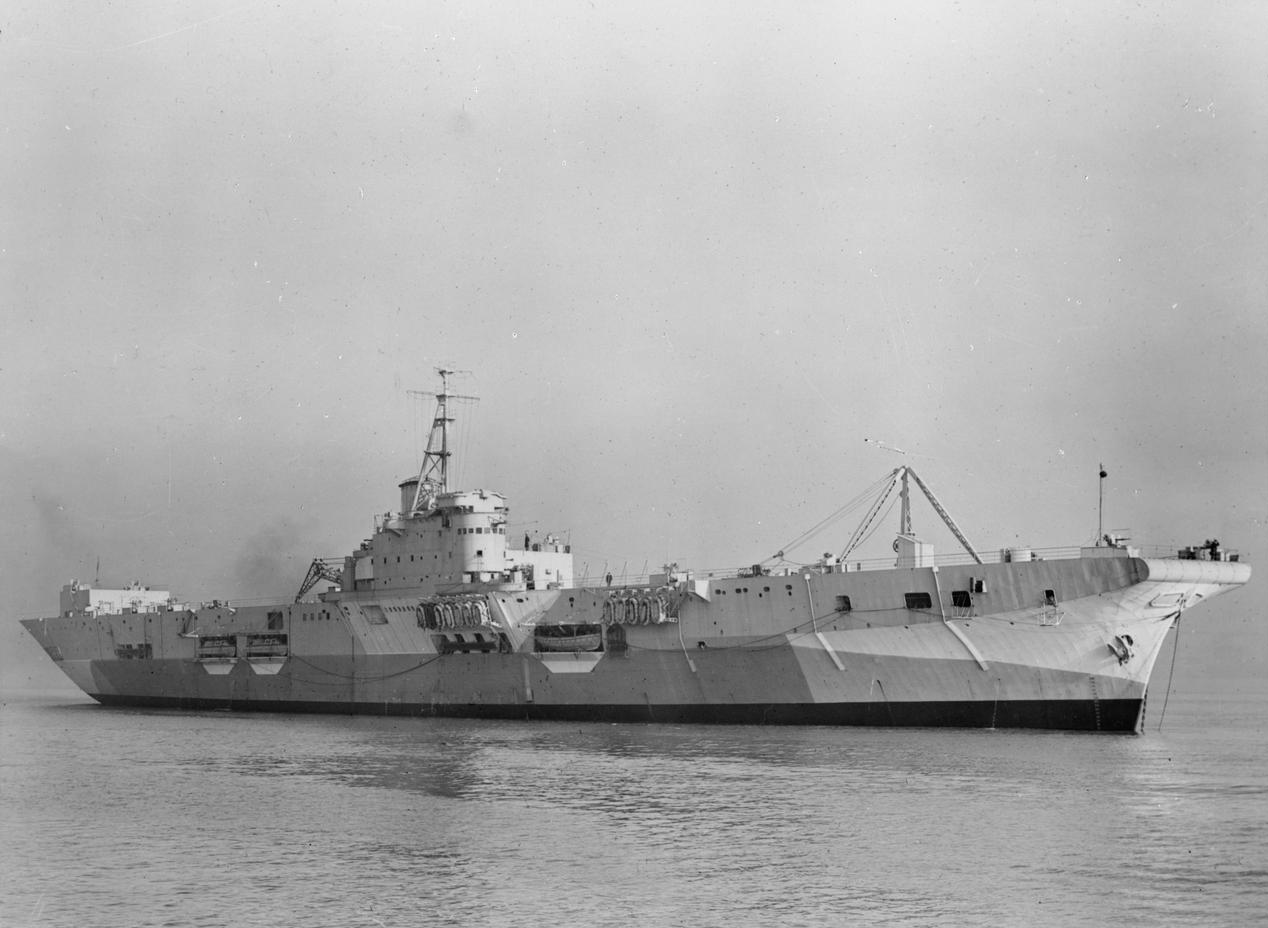
Opravárenská loď HMS Pioneer

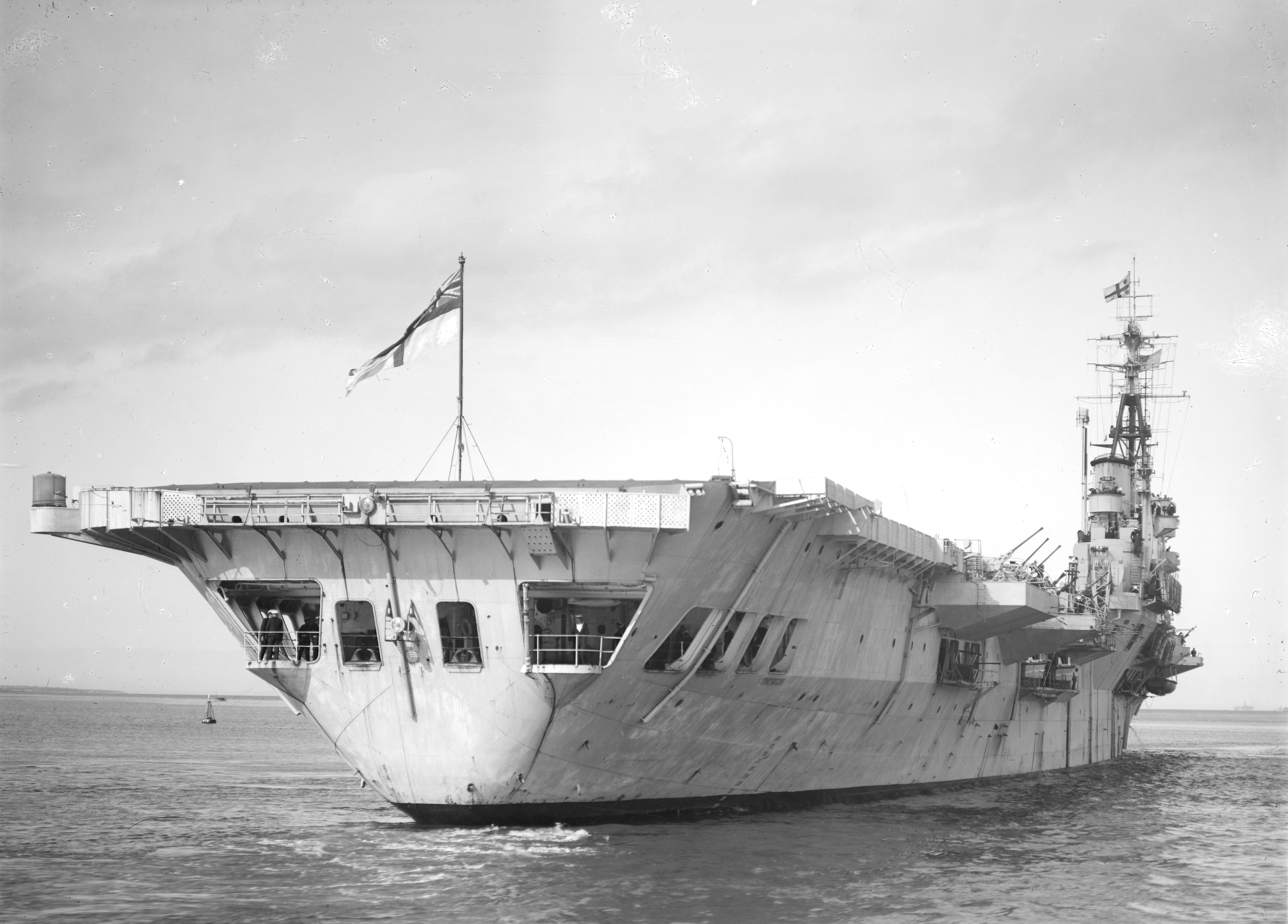
HMS Theseus

### TřídaColossus
Pohonný systém tvořily čtyři tříbubnové kotle Admiralty a dvě parní turbíny Parsons, pohánějící dva lodní šrouby. Pohonný systém měl výkon 40 000 shp. Nejvyšší rychlost dosahovala 25 uzlů.

### Opravárenské lodě
Rozestavěná plavidla Perseus a Pioneer byla dokončena jako plavidla pro opravu letadel. Z jejich paluby nemohla operovat letadla. Výzbroj tvořilo dvacet 40mm kanónů a šestnáct 20mm kanónů.

### TřídaMajestic
Plavidla byla upravena pro provoz rychlejších a těžších letadel. Mimo jiné byla zesílena paluba a vylepšeny katapulty a záchytný systém.

## Služba
Britské námořnictvo stihlo před koncem druhé světové války zařadit čtyři jednotky této třídy, do akce se však nedostaly. Bojový křest tak prodělaly ve válce v Koreji (Ocean, Theseus, Triumph, Glory a Warrior). Ocean byla nasazena proti komunistickým guerillám v Malajsii. Ocean a Theseus byly nasazeny za suezské krize a jako improvizované nosiče vrtulníků se podílely na obsazení suezského průplavu. Triumph sloužila v letech 1953–1955 jako cvičná loď.

## Uživatelé

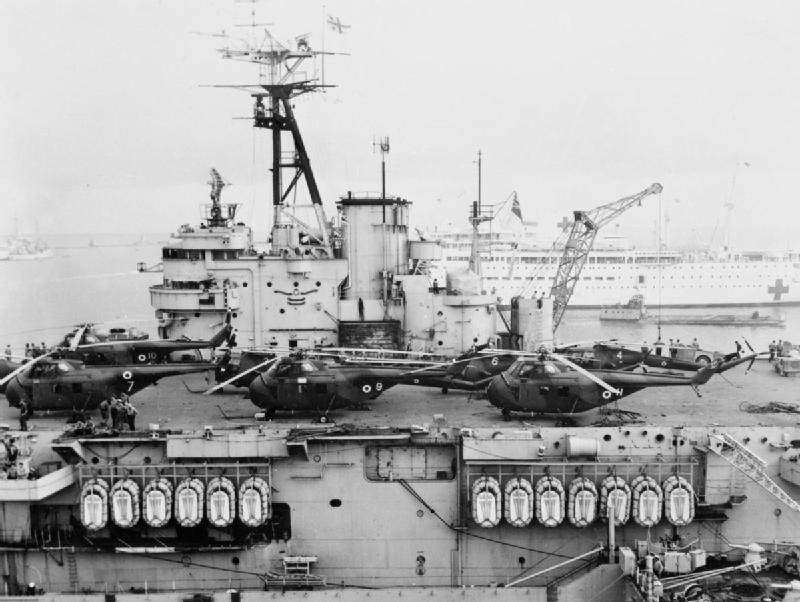
Transportní vrtulníky na palubě letadlové lodě Theseus za suezské krize

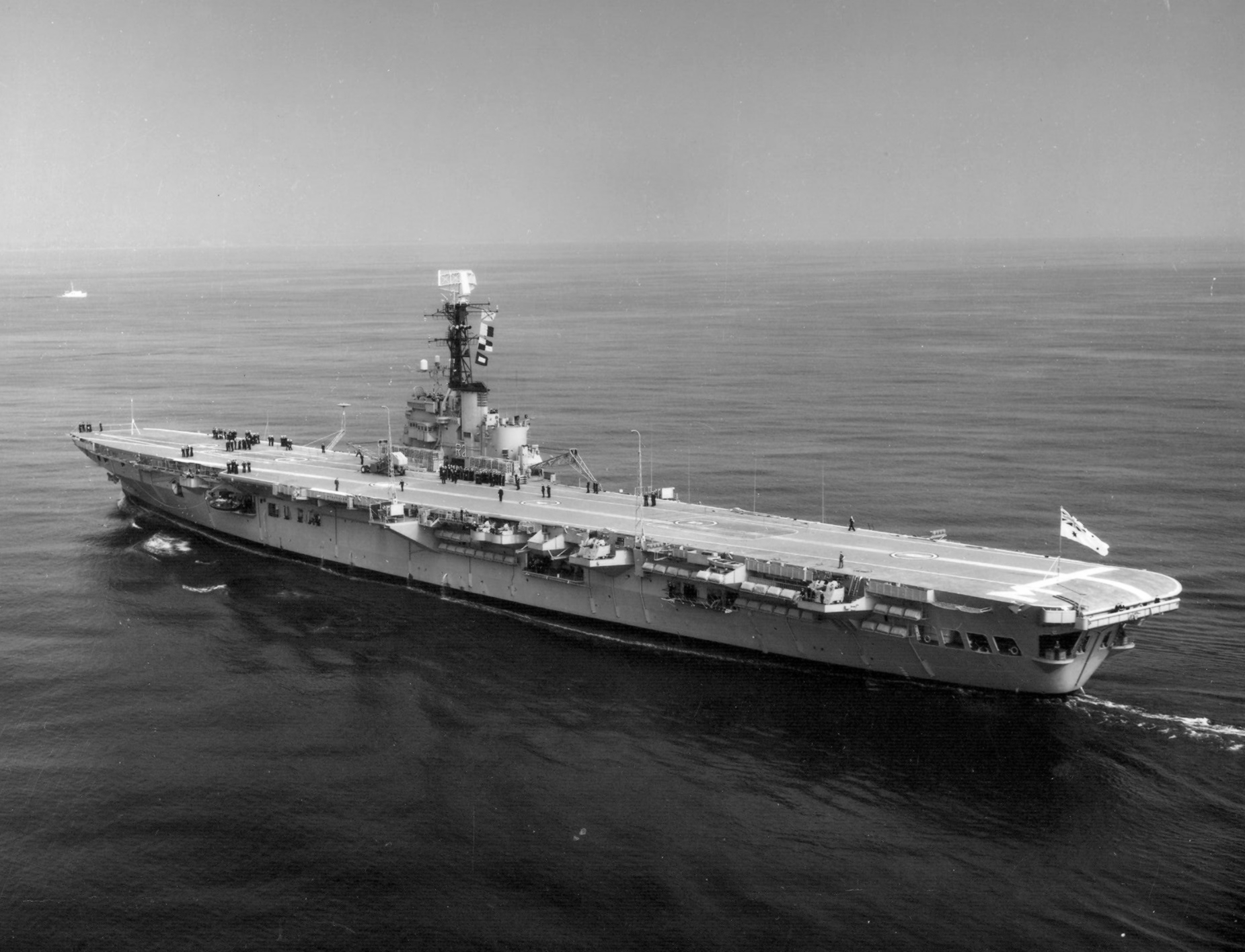
Australská letadlová loď HMAS Melbourne (R21)

### Argentina
Argentinské námořnictvo dne 11. listopadu 1958 zařadilo letadlovou loď Independecía (V-1), která sloužila do roku 1971. Dne 15. října 1968 námořnictvo získalo nizozemskou letadlovou loď Karel Doorman, která dostala nové jméno Veinticinco de Mayo (V-2). Ta se roku 1982 podílela na obsazení falklandských ostrovů, většinu války ale strávila v přístavu a její letouny operovaly z pozemních základen. Kvůli opotřebenému pohonnému systému byla loď roku 1986 převedena do rezervy, kde čekala na opravu. Navzdory několika pokusům se oprava nikdy neuskutečnila a loď byla roku 1998 prodána do šrotu.

### Austrálie
První letadlovou lodí Australského královského námořnictva se 16. prosince 1948 stala HMAS Sydney (R17) (ex Terrible, vyřazena 1973). Námořnictvo Sydney nasadilo v korejské válce. Dne 28. října 1955 námořnictvo získalo HMAS Melbourne (R21) (ex Majestic, vyřazena 1982), přičemž oba nosiče byly nasazeny ve vietnamské válce.

### Brazílie

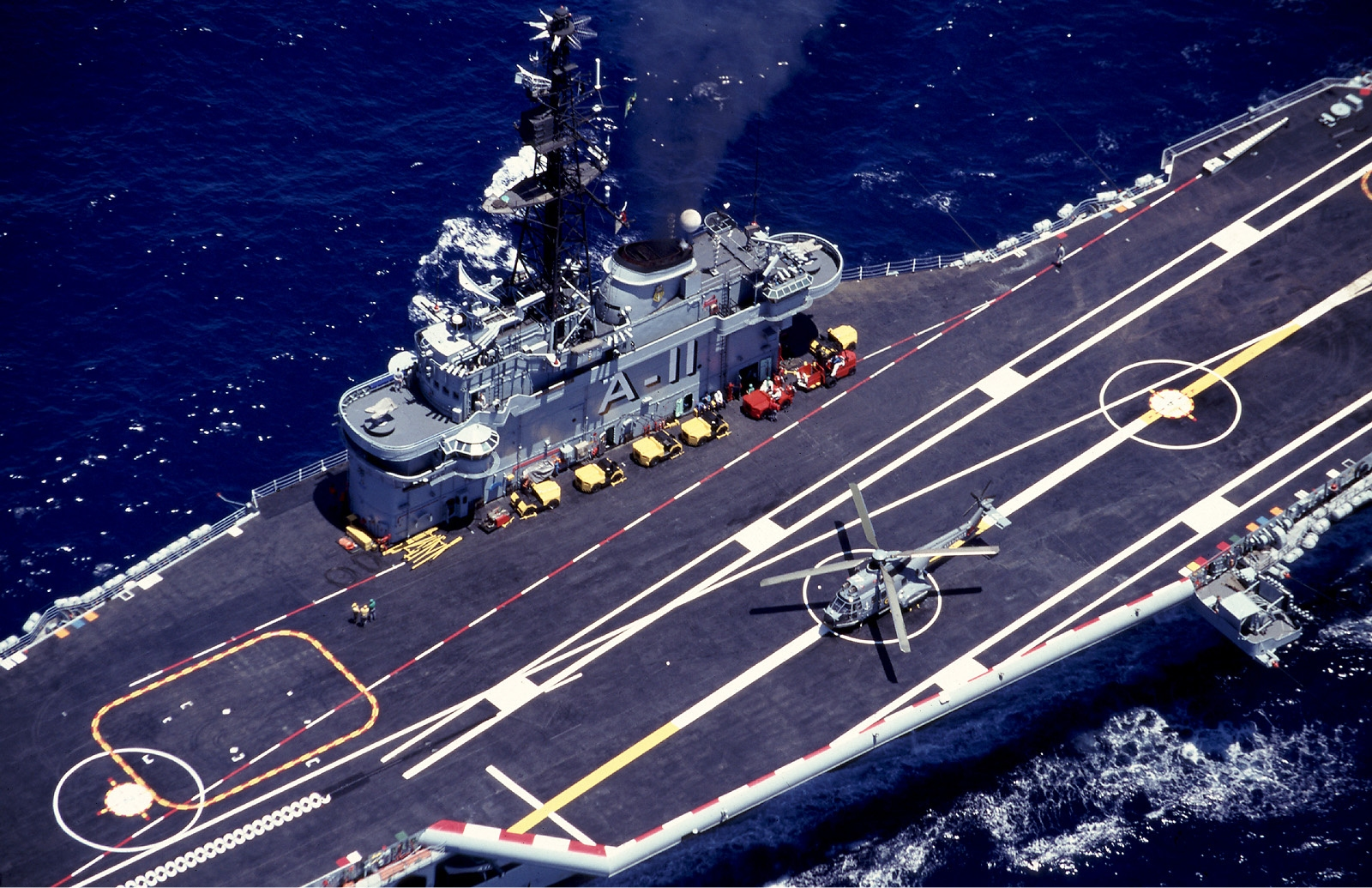
Detail brazilské letadlové lodě Minas Gerais (A11)

Brazilské námořnictvo dne 6. prosince 1960 zařadilo svou první letadlovou loď Minas Gerais (A11) (ex Vengeance). Plavidlo zakoupené roku 1956 bylo v letech 1957–1960 modernizováno a mimo jiné dostalo úhlovou letovou palubu. Od roku 1987 byla loď kvůli nefunkčnímu katapultu v rezervě. Oprava spojená s modernizací byla dokončena roku 1995, kdy se loď vrátila do služby. Plavidlo bylo vyřazeno roku 2001 a nahradila jej letadlová loď São Paulo (A12) francouzské třídy Clemenceau.

### Francie
Francouzské námořnictvo mělo od června 1946 zapůjčenu letadlovou loď Colossus, kterou do služby zařadilo jako Arromanches a později ji koupilo. Loď byla bojově nasazena v indočínské válce a během suezské krize. Po dokončení nové třídy Clemenceau byla převedena k výcviku a roku 1974 vyřazena.

### Indie
Indie roku 1957 koupila rozestavěnou loď Hercules, která byla dokončena loděnicí v Belfastu a do služby přijata 4. března 1961 jako INS Vikrant (R11). Indické námořnictvo plavidlo bojově nasadilo roku 1971 v indicko-pákistánské válce. Po vyřazení roku 1997 byla v Bombaji zpřístupněna jako muzejní loď, roku 2014 však došlo k jejímu sešrotování.

### Kanada
Kanadské královské námořnictvo mělo v letech 1946-1948 zapůjčenu letadlovou loď Warrior a v letech 1948–1957 ještě letadlovou loď Magnificent. Důvodem byla prodlužující se dostavba letadlové lodě Powerful, která sloužila jako Bonaventure v letech 1957–1970.

### Nizozemsko
Nizozemsko v dubnu 1948 koupilo letadlovou loď Venerable, kterou Nizozemské královské námořnictvo zařadilo pod jménem Karel Doorman.